# Kotto (Fluss)
Der Kotto ist ein rechter Nebenfluss des Ubangi in der Zentralafrikanischen Republik.

## Verlauf
Er entspringt in der Nähe des Mont Toussoro im Yata-Ngaya Naturschutzgebiet, in der zentralen Region des Bongo-Massivs. Der Fluss durchfließt die zentralafrikanische Stadt Bria und mündet in Touga in den Ubangi. Die Angaben bezüglich seiner Länge sind unterschiedlich. Sie werden mit 882 km und etwa 630 km beziffert.

## Hydrometrie
Die Durchflussmenge des Flusses wurde über 25 Jahren (1948–1973) in Kembé, etwa 60 km oberhalb der Mündung in m³/s gemessen. Die in Kembé beobachtete mittlere jährliche Durchflussmenge betrug in diesem Zeitraum 447 m³/s.
- Diagrammdaten:
- Definition |
- Rohdaten |
- Hilfe

## Wasserfälle
An der Route Nationale 2, direkt östlich von Kembé, liegen die Kotto-Wasserfälle, die von einem Rastplatz aus betrachtet werden können.